# Ярославит
Ярослави́т (англ. Yaroslavite) — редкий минерал, относящийся к сложным алюмофторидам кальция. Назван по месту обнаружения (Ярославское месторождение олова у села Ярослав в Приморском крае).

## Свойства
Ярославит — полупрозрачный минерал белого цвета, встречающийся в виде отдельных или сросшихся в группы сферолитов размером до 3 мм. Имеет твёрдость по шкале Мооса 4, плотность — 3,09 г/см3. Ярославит обладает совершенной по пинакоиду спайностью, его кристаллы относятся к ромбической сингонии. Открыт в 1966 году.

## Название на других языках
- немецкий — Yaroslavit
- испанский — Yaroslavita
- английский — Yaroslavite